# Georges Kettel
Georges Kettel (* 19. Mai 1897 in Graide, Belgien; † 16. Juli 1972) war ein belgischer römisch-katholischer Bischof.
Am 18. Dezember 1921 wurde er zum Priester geweiht. Mit seiner Ernennung zum Apostolischen Vikar von Kabinda (damals Belgisch-Kongo) am 24. März 1953 wurde er Titularbischof von Thabraca. Die Bischofsweihe empfing er am 4. Juni 1953. Er steht in der Apostolischen Sukzessionslinie von Scipione Kardinal Rebiba.
Am 10. November 1959 wurde er zum ersten Bischof des Bistums Kabinda ernannt. Nach seinem Rücktritt am 19. Dezember 1968 wurde er zum Titularbischof von Caprulae ernannt.